# Ranolazina
La ranolazina es un medicamento que se usa para tratar el dolor de pecho relacionado con problemas cardíacos. Generalmente se utiliza junto con otros medicamentos cuando éstos son insuficientes. Los beneficios parecen ser menores en las mujeres que en los hombres. Se toma por vía oral.
Los efectos secundarios comunes incluyen estreñimiento, dolor de cabeza, náuseas y mareos.  Los efectos secundarios graves pueden incluir prolongación del intervalo QT. Su uso no se recomienda en pacientes con cirrosis hepática. No está claro cómo funciona, pero podría involucrar al trifosfato de adenosina.
La ranolazina fue aprobada para uso médico en los Estados Unidos en 2006.    